# Monika Świerkosz
Monika Joanna Świerkosz – polska doktor habilitowany nauk humanistycznych w zakresie literaturoznawstwa. Pracowniczka Wydziału Polonistyki Uniwersytetu Jagiellońskiego w Krakowie. Od 2014 redaktorka antologii Fifteen Shades of Polish Feminism: Literature, Culture and Gender Discourses in Polish Academia.

## Publikacje[5]
- W przestrzeniach tradycji. Proza Izabeli Filipiak i Olgi Tokarczuk w sporach o literaturę, kanon i feminizm, Wydaw. IBL, Warszawa 2014
- Gender w praktyce badawczej. Zbiór pokonferencyjny, red. M. Świerkosz, „uniGENDER" 2010, nr 1
- Fifteen shades of polish feminism(s): Literature, culture and gender discourses in polish academia, ed. U. Chowaniec, M. Świerkosz, „Women's Writing On-line" 2014 nr 4
- Feminizm korporalny w badaniach literackich nad ciałem. Próba wyjścia poza metaforykę cielesności, „Teksty Drugie" 2008 nr ½.
- Doświadczenie historii a pamięć ciała w prozie Olgi Tokarczuk, „FA-art" 2008, nr 4 (74).
- Przestrzeń w filozoficznej refleksji feministycznej, „Teksty Drugie" 2011 nr 4.
- Kongres feministyczny. Feminizm w literaturoznawstwie, „Ruch Literacki" 2011, z.4-5.
- Historia literatury kobiet – niedokończony projekt, „Wielogłos" 2011, nr 2 (10).
- O wstydzie i bezwstydzie (w krytyce i literaturze kobiet), „FA-art" 2012, nr 3.
- A jednak czas intelektualnego zasiewu (O Wielkopolskim alfabecie pisarek pod redakcją E. Kraskowskiej i L. Marzec), „Wielogłos" 2013, nr 2.
- Kobiety i płeć modernistycznego miasta (omówienie książki Agnieszki Daukszy Kobiety na drodze), „Wielogłos" 2013, nr 4.
- Przestrzenie nomadycznych figuracji w prozie I. Filipiak i O. Tokarczuk, „Białostockie Studia Literaturoznawcze" 2014, nr 4.
- Wschód spotyka Zachód. O potrzebie innej geoperspektywy w badaniu historii seksualności, „Teksty Drugie" 2014 nr 5.
- „Gdy rozum śpi budzą się… potwory". Monstrualne przestrzenie w prozie Izabeli Filipiak i Olgi Tokarczuk, „Annales Universitatis Paedagogicae Cracovensis. Studia Historicolitteraria", t. XIV, 2014, z. 173.
- Między ludzkim i nie-ludzkim (omówienie książki Inne przestrzenie. Mapy i terytoria, red. D. Czaja), „Wielogłos" 2014, nr 4.
- Opowieści prowincjonalne. Głos prowincjusza czy kolejna (wielko)miejska fantazja?, „Didaskalia" 2015, nr 127/128.
- Topografie i kartografie (kobiecego) dwudziestolecia, „Czas Kultury" 2015, nr 2.
- Barbarzyńca, klasyk i…feministka. Jak płeć problematyzuje dyskusje o tradycji literackiej?, „Ruch Literacki" 2015